# معاداة العلم
معاداة العلم هي فلسفة أو طريقة لفهم العالم، ترفض العلم وكذلك الطريقة العلمية. إذ لا يقبل الأشخاص الذين لديهم آراء معادية للعلم العلمَ كأسلوب موضوعي يمكن أن يولد معرفة عالمية. ويؤكدون على أن الاختزال العلمي على وجه الخصوص وسيلة محدودة بطبيعتها للوصول إلى فهم عالم معقد.

## التاريخ
في الأيام الأولى للثورة العلمية، وجد علماء مثل روبرت بويل (1627-1691) أنفسهم في صراع مع أولئك، أمثال توماس هوبز (1588-1679)، الذين كانوا متشككين بشأن ما إذا كان العلم وسيلة مرضية للحصول على معرفة حقيقية عن العالم.

أحيانًا ما يعد موقف هوبز [تحديدًا] موقفًا مناهضًا للعلم:
في دروسه الستة لأساتذة الرياضيات (والتي نُشرت عام 1656، هوبز)، ميز هوبز المجالات التي يمكن إثباتها على أنها «بناء الموضوع الذي يخضع لسلطة الفنان نفسه» من تلك التي لا يمكن إثباتها إذ يجب البحث عن الأسباب، ويمكننا فقط معرفة أسباب ما نصنعه نحن. لذا فإن الهندسة يمكن إثباتها، لأن «الخطوط والأشكال التي نفكر بها ونرسمها نحن من يصنعها» و«الفلسفة المدنية واضحة، لأننا نصنع الكومنولث (الرخاء الاجتماعي) بأنفسنا». لكن لا يسعنا إلا التكهن بالعالم الطبيعي، لأننا «لا نعرف البناء، لكننا نبحث عنه من التأثيرات».
في كتابته الاختزالية: التحليل واكتمال الواقع، التي نشرت عام 2000، كتب ريتشارد إتش جونز  أن هوبز «طرح فكرة أهمية اللاعقلانية في السلوك البشري». إذ يمضي جونز في ضم هوبز مع الآخرين باعتبارهم فئات «مناهضة للاختزال» و «فردانيين». بما في ذلك فيلهلم ديلثي (1833-1911) وكارل ماركس (1818-1883) وجيريمي بنثام (1748-1832) وجون ستيوارت مل (1806-1873)، وإضافة كل من كارل بوبر (1902-1994) وجون راولز (1921-2002)، وويلسون إلى القائمة كذلك (1929).
زعم جان جاك روسو، في خطابه حول الآداب والعلوم (1750)، أن العلم يمكن أن يؤدي إلى الفجور. إذ «يجادل روسو بأن تقدم العلوم والفنون قد تتسبب في فساد الفضيلة والأخلاق» وأن «نقده للعلم لديه الكثير ليعلمنا بشأن الأخطار التي ينطوي عليها التزامنا السياسي بالتقدم العلمي، وحول الطرق التي قد يتم من خلالها تأمين سعادة البشرية في المستقبل». ومع ذلك، لم يذكر روسو في خطاباته أن العلوم سيئة بالضرورة، ويذكر أن شخصيات مثل رينيه ديكارت وفرانسيس بيكون وإسحاق نيوتن يجب أن تحظى باحترام كبير. في ختام كتاب الخطابات، يقول إن هؤلاء (سالفي الذكر) يمكن أن يزرعوا العلوم لتحقيق فائدة كبيرة، وأن فساد الأخلاق يرجع في الغالب إلى التأثير السيئ للمجتمع على العلماء.
كان رد فعل ويليام بليك (1757-1827) قويًا في لوحاته وكتاباته ضد أعمال إسحاق نيوتن (1642-1727)، ويُنظر إليه على أنه ربما الأقدم (ومن المؤكد تقريبًا أنه أكثر مثال بارز ودائم)[بحاجة لمصدر] لما يراه المؤرخون على أنه استجابة جمالية أو رومانسية ضد العلم. على سبيل المثال، في قصيدته التي كتبها عام 1795 بعنوان «أمجاد البراءة»، يصف بليك الطائر ذا الصدر الأحمر الجميل المسجون بما قد يفسره المرء على أنه القفص المادي للرياضيات والعلوم النيوتونية.
يعتقد بليك أن «نيوتن وبيكون ولوك بتركيزهم على العقل ليسوا إلا» االمعلمين الثلاثة للإلحاد، أو عقيدة الشيطان«على حد وصفه. إذ تمتلئ الصورة بالوفرة واللون على اليسار، وتتدرج إلى العقم والسواد حيث -من وجهة نظر بليك- لا يجلب نيوتن الضوء، بل الليل».
في قصيدة عام 1940، كتب ويستن هيو أودن يلخص آراء بليك المناهضة للعلم بقوله إنه «[قطع] العلاقات بدعوة للشر، مع الكون النيوتوني».
يعده أحد مؤلفي سيرة نيوتن الحديثة خيميائيًا في عصر النهضة وفيلسوفًا طبيعيًا وساحرًا أكثر من كونه ممثلًا حقيقيًا لجماعة المتنورين، كما اشتهر من قبل فولتير (1694-1778) وغيره من المنورين. يُنظر إلى قضايا مناهضة المعرفة على أنها اعتبار أساسي في الانتقال التاريخي من «ما قبل العلم» أو «العلوم البدائية» مثل ذلك الواضح في الخيمياء (الكيمياء القديمة). لا يُنظر إلى العديد من التخصصات التي سبقت اعتماد المنهج العلمي وقبوله على نطاق واسع، مثل الهندسة الرياضية وعلم الفلك، على أنها مناهضة للعلم. ومع ذلك، فإن بعضًا من الأرثوذكسية[أي منها؟] داخل تلك التخصصات التي سبقت النهج العلمي (مثل تلك الأرثوذكسية التي رفضتها اكتشافات جاليليو (1564-1642)) ينظر إليها على أنها نتاج ضد الموقف العلمي.

يشكك فريدريك نيتشه في كتابه العلم المرح (1882) في الدوغمائية العلمية ويقول:
«[...] في العلوم، لا تتمتع المعتقدات بحقوق المواطنية، وكما يقال يرجع ذلك لسبب وجيه. فعندما تقرر الانحدار أو النزول إلى اعتدال الفرضية، أو إلى وجهة نظر تجريبية مؤقتة، من الخيال التنظيمي، ربما تُمنح تلك المعتقدات القبول أو تُعطى قيمة معينة في مجال المعرفة، وإن كان ذلك يحدث دائمًا مع بقاء تقييدها، وذلك لعدم الثقة بها. لكن ألا يعني هذا، بشكل أدق، أن الإدانة قد تُقبل في العلوم فقط عندما تتوقف عن كونها إيمانًا راسخًا؟ أولا يبدأ انضباط الروح العلمية بهذا الأمر، ولا يسمح بعد ذلك بأي قناعات أخرى؟ ربما هذا ما هو عليه الحال. ولكن لا يزال يتعين على المرء أن يتساءل عما إذا كان الأمر ليس كما يبدو. فمن أجل أن يبدأ هذا الانضباط، يجب أن يكون هناك اقتناع بالفعل، حتى في مثل هذه القناعة الوصية وغير المشروطة التي تضحي بكل القناعات الأخرى من أجلها. من الواضح أن العلم أيضًا يقوم على الإيمان، إذ لا يوجد علم» دون افتراضات«. إن السؤال عما إذا كانت الحقيقة لازمة يجب ألا يكون قد جرى تأكيده مقدمًا فحسب، بل أن يجري التأكيد عليه إلى الحد الذي يتم فيه التعبير عن المبدأ والإيمان والقناعة: لا حاجة إلى شيء أكثر من الحقيقة، وفيما يتعلق بها، وكل شيء عداها تكون قيكته ثانوية».
جرى تبني مصطلح «العلمويّة» الذي نشأ في الدراسات العلمية، ويستخدمه علماء الاجتماع وفلاسفة العلوم، لوصف آراء ومعتقدات وسلوك المؤيدين الأقوياء لتطبيق المفاهيم العلمية الظاهرة خارج تخصصاتهم التقليدية. على وجه التحديد، تروج العلموية للعلم باعتباره الوسيلة الأفضل أو الوحيدة الموضوعية لتحديد القيم المعيارية والمعرفية. يستخدم مصطلح العلموية عمومًا بشكل نقدي، ما يعني ضمناً تطبيقًا تجميليًا للعلم في مواقف غير مبررة تعتبر غير قابلة لتطبيق الطريقة العلمية أو المعايير العلمية المماثلة. إذ تستخدم الكلمة بشكل شائع بمعنى ازدرائي، وتنطبق على الأفراد الذين يبدو أنهم يعاملون العلم بطريقة مماثلة للدين. يستخدم مصطلح الاختزالية أحيانًا بطريقة ازدراء مماثلة (كهجوم أكثر دقة على العلماء). ومع ذلك، يشعر بعض العلماء بالراحة عند وصفهم بـ الاختزاليين، بينما يتفقون على أنه قد تكون هناك أوجه قصور مفاهيمية وفلسفية للاختزال.
ومع ذلك، فإن الآراء غير الاختزالية للعلم قد صيغت في أشكال متنوعة في العديد من المجالات العلمية مثل الفيزياء الإحصائية، نظرية الشواش، نظرية التعقيد، والسيبرنيطيقا، ونظرية النظم، وعلم أنظمة الأحياء، وعلم البيئة، ونظرية المعلومات،  إلخ.. إذ تميل مثل هذه الحقول إلى افتراض أن التفاعلات القوية بين الوحدات تنتج ظواهر جديدة في مستويات «أعلى» لا يمكن تفسيرها بالاختزال فقط. على سبيل المثال، ليس من المفيد (أو من الممكن حاليًا) وصف لعبة شطرنج أو شبكات جينية باستخدام ميكانيكا الكم! إذ إن النظرة الناشئة ""More is different (على حد تعبير الفيزيائي الحائز على جائزة نوبل في عام 1977 فيليب دبليو أندرسون) مستوحاة في منهجيتها من العلوم الاجتماعية الأوروبية (دوركهايم، ماركس) التي تميل إلى رفض المنهجية الفردية.[بحاجة لمصدر]

## سياسيًا
يجادل إليز أمند ودارين بارني بأنه في حين يمكن أن تكون «معاداة العلم» تسمية وصفية، فإنها غالبًا ما تستخدم كلغة بلاغية، إذ تُستخدم بشكل فعال لتشويه سمعة المعارضين السياسيين، وبالتالي فإن اتهامات مناهضة العلم ليست مبررة بالضرورة.

### الشعبوية اليسارية
تكمن أحد التعبيرات عن مناهضة العلم في «إنكار العالمية وإضفاء الشرعية على البدائل»، وفي كون نتائج الاكتشافات العلمية لا تمثل دائمًا أي حقيقة أساسية، بل يمكن أن تعكس فقط إيديولوجية الجماعات المهيمنة داخل المجتمع. من وجهة النظر هذه، يرتبط العلم بالحق السياسي ويُنظر إليه على أنه نظام معتقد محافظ ومتوافق، يقمع الابتكار، ويقاوم التغيير ويعمل بشكل ديكتاتوري. وهذا يشمل وجهة النظر، على سبيل المثال، بأن العلم له «وجهة نظر برجوازية و/ أو مركزية أوروبية و/ أو ذكورية».
جرى انتقاد الحركة المناهضة للأسلحة النووية، التي غالبًا ما ترتبط باليسار، بسبب المبالغة في الآثار السلبية للطاقة النووية، وتقليل التكاليف البيئية للمصادر غير النووية والذي يمكن منعها من خلال الطاقة النووية. حيث أن العديد من المجالات العلمية التي تمتد عبر الحدود بين العلوم البيولوجية والاجتماعية واجهت أيضًا مقاومة من اليسار، مثل علم الأحياء الاجتماعي، وعلم النفس التطوري، وعلم الوراثة السكانية. ويرجع ذلك إلى الارتباط الملحوظ بين هذه العلوم والعنصرية العلمية والاستعمار الجديد. اتُّهم العديد من نقاد هذه المجالات، مثل ستيفن جاي غولد، بالتحيز السياسي القوي، والانخراط في «علم الغوغاء».